# Colin McRae: Dirt
Colin McRae: Dirt (mais conhecido como DiRT na América do Norte) é o sexto jogo da série de rali Colin McRae Rally desenvolvido pela Codemasters, sendo o último da série a ser lançado antes da morte de Colin McRae. O jogo apresenta novos gráficos, som, novo motor físico, novos carros, e um novo motor gráfico o qual foi desenvolvido pela Codemasters em parceria com a Sony Computer Entertainment. O jogo apresenta uma grande variedade de eventos de corrida off-road, bem como o Campeonato Mundial de Rali.

## Jogabilidade
O jogo em single player tem três modos. Carreira, Campeonato e “Mundo do Rali”.
O modo Carreira é baseado em uma pirâmide estilizada de 11 níveis, contendo diversos eventos. Cada evento consiste em uma ou mais corridas de um único tipo que exige um tipo de carro específico. O jogador pode ganhar até 10 pontos dependendo da posição de chegada durante um evento. Muitos eventos requerem um número mínimo de pontos, em certo nível para serem desbloqueados, e conforme o jogador vai ganhando pontos, mais níveis da pirâmide se tornam desbloqueados até o último nível "Champion of Champions" (Campeão dos Campeões). Vencendo corridas e ganhando dinheiro, o jogador estará habilitado a comprar carros e novas pinturas para eles. No total são 46 modelos diferentes de carros e 186 pinturas. A quantidade de dinheiro recebida depende da dificuldade escolhida pelo jogador quando seleciona um evento; dificuldades maiores têm mais oponentes e maior é o efeito dos danos sofridos pelo carro. Quando um evento é completado, pode-se repeti-lo a qualquer hora, porém o nível de dificuldade não é maior e a quantidade de dinheiro recebido é significativamente menor com relação a primeira vez que se ganha o evento. Nos eventos de Rali com múltiplas corridas, o jogador tem a oportunidade de reparar os danos sofridos pelo carro entre as provas, mas com a restrição de apenas 60 minutos, baseados no tempo estimado para o reparo de cada componente do carro.
Campeonato, este modo oferece uma série de corridas nas quais o jogador soma os tempos acumulando-os ao longo de cada prova.
Multiplayer habilita o jogador a disputar com 100 outros jogadores em provas de rali através de competição solo. O menor tempo determina o vencedor.

## Lançamento
DiRT foi lançado no dia 15 de junho de 2007 na Europa e em 19 de Junho na América do Norte para o Xbox 360 e PC. A versão para o PS3 foi lançada no dia 1 de setembro de 2007 na América do Norte e em 14 de setembro Na europa, o dia depois da batida de helícoptero que tirou a vida de McRae, seu  filho Johnny, e duas outras pessoas que eram amigos da familia dosMcRae. In response to the death and after an agreement was made with the McRae family, Codemasters withdrew a major advertising campaign for the PlayStation 3 version of Colin McRae: DiRT.

## Recepção da crítica
DiRT foi recebido com muitas críticas positivas pela IGN UK e US dando nota 9.0 e 8.4, respectivamente. Recebeu também um 9.0 da Official Xbox Magazine (Revista Xbox 360 no Brasil), 8.3 da Gamespot para a versão do Xbox 360 e PC, e 8.5 para o PS3, e 8 da Edge. Já no Metacritic a versão para PC teve 84% de avaliação e a versão de Xbox 360 e PS3 tiveram 83% de avaliação.foram vendidas 500.000 cópias no mundo na primeira semana de lançamento.

## Demo
Uma versão demo foi lançada na Xbox Live Marketplace em 24 de maio de 2007 sendo a demo para PC lançada na mesma data. Nela havia 3 pistas e 3 tipos de corridas inclusas. A versão do PC tinha também o modo online multiplayer. A demo para o PS3 foi lançada em 16 de agosto de 2007 na PlayStation Store